# Zalujjea, Volodîmîr-Volînskîi
Zalujjea (în ucraineană Залужжя) este un sat în orașul raional Ustîluh din raionul Volodîmîr-Volînskîi, regiunea Volînia, Ucraina.

## Demografie
Componența lingvistică a localității Zalujjea
     Ucraineană (97,7%)
     Rusă (2,3%)
Conform recensământului din 2001, majoritatea populației localității Zalujjea era vorbitoare de ucraineană (97,7%), existând în minoritate și vorbitori de rusă (2,3%).